# Antologia (Premiata Forneria Marconi)
Antologia è un album raccolta del gruppo di rock progressivo italiano Premiata Forneria Marconi, pubblicato su LP e cassetta dalla Numero Uno - serie Linea Tre (catalogo ZNLN e ZNKN 33061) nel 1977.
Contiene brani originariamente pubblicati dagli album Live in USA (A1), Storia di un minuto (A2), Jet Lag (A3), Photos of Ghosts (B1), Chocolate Kings (B2) e L'isola di niente (B3).

## Tracce

### Lato A
Edizioni musicali Universale, eccetto dove indicato.
1. Alta Loma 5 till 9[2] (dal vivo) – 9:57 (musica: Franco Mussida, Flavio Premoli)
2. Grazie davvero – 5:51 (testo: Mauro Pagani – musica: Franco Mussida)
3. Cerco la lingua – 3:54 (testo: Franz Di Cioccio – musica: Franco Mussida, Flavio Premoli; edizioni musicali Numero Uno)

Durata totale: 19:42

### Lato B
Edizioni musicali Numero Uno eccetto dove indicato.
1. River of Life (Appena un po') – 3:51 (testo: Mauro Pagani; adattamento in inglese di Peter Sinfield[3] – musica: Franco Mussida, Flavio Premoli)
2. Harlequin – 7:49 (testo: Mauro Pagani – musica: Franco Mussida)
3. Via Lumière[2] – 6:23 (musica: Franco Mussida, Flavio Premoli; edizioni musicali Universale)

Durata totale: 18:03

## Formazione
- Franz Di Cioccio – batteria
- Franco Mussida – chitarra, voce (A2 e B1), cori (A2)
- Flavio Premoli – tastiere, voce (A2 e B1), cori (A2)
- Patrick Djivas – basso (tranne A2 e B1)
- Giorgio Piazza – basso (A2 e B1)
- Mauro Pagani – flauto, ottavino, violino (tranne A3), cori (A2)
- Gregory Bloch – violino acustico ed elettrico (A3)
- Bernardo Lanzetti – voce (A3 e B2)